# Кий

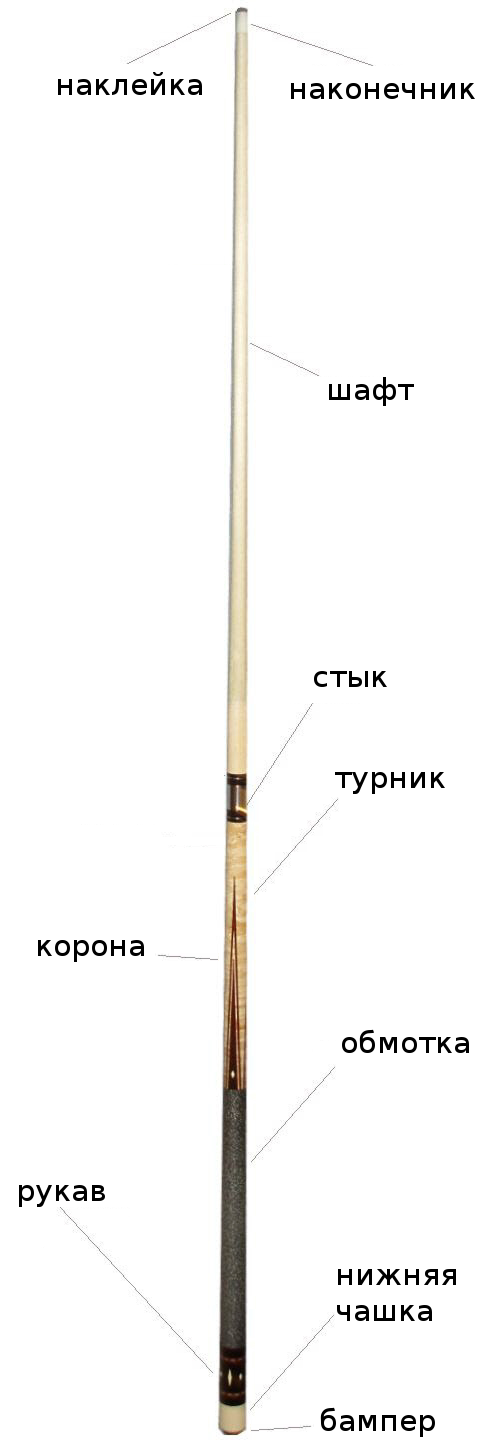
Будова більярдного кия

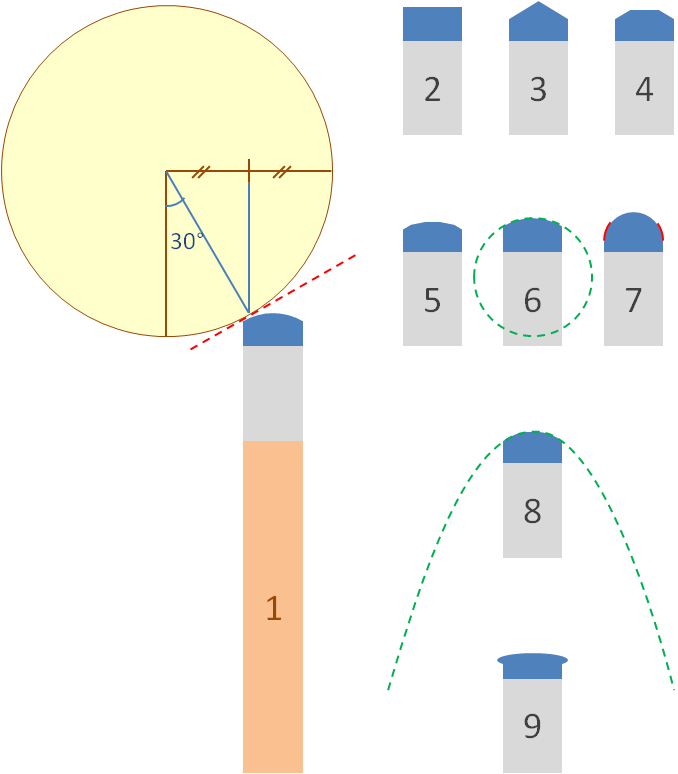
Різновиди наконечника: круглий, плоский, конічний, скошений, параболічний, грибоподібний}}

Кий (від прасл. *kyjь) — палиця для гри в більярд. Історично києм називали бойову палицю, жезл, скіпетр. Значення слова «палиця для гри в більярд» розвилося у результаті контамінації з фр. queue («хвіст», «більярдний кий»).
Більярдний кий — палиця з твердого дерева, дедалі вужча до одного з кінців. Вважається, що кий для «російської піраміди» має бути 158—160 см завдовжки, але для непрофесіоналів кий зазвичай добирають за зростом гравця: наклейка кия, поставленого «турником» (тупим кінцем) на підлогу, повинна розташовуватися між підборіддям і носом. У кия для американського пулу наклейка повинна розташовуватися трохи нижче — на 15-20 см. Вага кия — від 750 г (для російської піраміди), але більшість варіантів важать не більш ніж 650 г.
До впровадження київ удари у більярді завдавали молотками. Первісно кий являв собою просту палицю, надалі конструкція його дедалі ускладнювалася. Сучасні киї роблять з двох (рідше — з трьох) частин: нижньої частини («турняка» чи «турника»), усередині залитої свинцем, і верхньої («шафта»). Верхня частина «турника» йменується «короною».
Матеріалом для частин («скруток») кия можуть бути дуб, ебенове дерево, бакаут, палісандр, кокоболо. На нижньому, ширшому кінці розташовується підп'ятник («бампер») — гумова накладка, що захищає його від пошкоджень і забруднень у разі удару о підлогу. На верхньому, тоншому, кінці кріплять наклейку (набійку) з пресованої і багатошарової шкіри. Частину «турника» покривають обмоткою — для кращого зчеплення з рукою. Тонший кінець використовують для особливо точних ударів, грубіші завдають ширшим кінцем.